# Стефан-Караджа (Варненская область)
Стефан-Караджа (болг. Стефан Караджа) — село в Болгарии. Находится в Варненской области, входит в общину Вылчи-Дол. Население составляет 869 человек.
Названо в честь Стефана Караджа, болгарского национального героя, революционера, участника национально-освободительного движения в Болгарии и Румынии, видного лидера восстания против Османской империи.

## Политическая ситуация
В местном кметстве Стефан-Караджа, в состав которого входит Стефан-Караджа, должность кмета (старосты) исполняет Илхан Исмаилов Салимов (Движение за права и свободы (ДПС)) по результатам выборов правления кметства.
Кмет (мэр) общины Вылчи-Дол — Веселин Янчев Василев (независимый) по результатам выборов в правление общины.